# Славянское кладбище
Славянское кладбище является крупнейшим из действующих кладбищ в городе Краснодаре. Расположено в северо-западной части г. Краснодара по адресу ул. 4-я Линия, 57.

## История
Открыто в 1965 году на основании решения исполнительного комитета Краснодарского городского совета депутатов трудящихся от 26.12.1964 № 1499 «Об открытии нового кладбища».
В марте 2013 Администрация г. Краснодара сообщила о планируемом закрытии Славянского кладбища, которое уже занимает почти 200 га; и о планируемом открытии нового кладбища в районе хутора Нового площадью 300 га.
С 01 августа 2014 года для прекращения транзитного движения были закрыты все существующие въезды на кладбище, кроме одного — с улицы 4-я Линия.
19 августа 2016 года администрацией Краснодара было сообщено, что в ноябре 2016 будет открыто новое кладбище в районе хутора Копанского.

## Территория
Славянское кладбище было отделено от жилой застройки Славянского микрорайона промзоной и железной дорогой. Но с 2019 года 16-ти этажные дома, вплотную подошли к территории кладбища. Главный и единственный въезд на территорию осуществляется с улицы 4-я Линия; дополнительный въезд с ул. Круговой / ул. Красных Партизан открыт только в поминальные дни. Основные дороги внутри территории имеют асфальтовое покрытие; дополнительные — отсыпаны щебнем.
На кладбище похоронены участники Великой Отечественной воины, Герои Советского Союза и России, видные учёные, деятели культуры. Ряд могил кладбища является памятниками истории местного значения.

## Известные люди, похороненные на Славянском кладбище

### Георгиевские кавалеры, Герои Советского Союза и Российской Федерации, полные Кавалеры
- Бараненко, Владимир Яковлевич (1923—1975) — капитан,
- Боченков, Василий Тимофеевич (1919—1994) — капитан,
- Васюк, Илья Акимович (1919—1969) — капитан,
- Володин, Семён Егорович (1913—1980) — генерал-майор,
- Волосатов, Анатолий Анисимович (1924—2012) — гвардии старшина,
- Воробьёв, Николай Тимофеевич (1921—2001) — лейтенант,
- Гаврилов, Пётр Иванович (1907—1989) — подполковник,
- Герасимов, Дмитрий Антонович (1916—2006) — лейтенант,
- Громаков, Василий Фёдорович (1924—1988) — полковник,
- Грязнов, Кирилл Васильевич (1921—2000) — полковник,
- Гуденко, Павел Гаврилович (1911—1994) — капитан,
- Дуплий, Иван Минович (1919—2007) — старшина,
- Замула, Михаил Кузьмич (1914—1984 года) — подполковник,
- Иванов, Фёдор Михайлович (1919—1995) — полковник,
- Карапитьян, Григорий Осипович (1917—1988) — гвардии старшина,
- Карпович, Викентий Павлович (1914—1996) — гвардии полковник,
- Клюкин, Василий Степанович (1907—1987) — красноармеец,
- Козлов, Владимир Васильевич (1923—2014) — капитан,
- Компаниец, Алексей Петрович (1916—1987) — полковник,
- Лыхин, Сергей Егорович (1914—1972) — подполковник,
- Любимов, Алексей Ильич (1902—1986) — майор,
- Маснев, Алексей Никанорович (1915—1979) — капитан,
- Мельников, Николай Павлович (1922—1995) — старший лейтенант,
- Меркурьев, Валериан Антонович (1907—1969) — генерал-майор,
- Некрасов, Василий Александрович (1924—1987) — полковник,
- Носов, Савелий Васильевич (1923—1999) — полковник,
- Пацюченко, Валентин Фёдорович (1924—1993) — подполковник,
- Помещик, Василий Иванович (1923—1975) — полковник,
- Попов, Александр Сергеевич (1921—1991) — полковник,
- Посадский, Владислав Анатольевич (1964—2004) — полковник,
- Радус, Фёдор Никифорович (1910—1988) — полковник,
- Разин, Иван Петрович (1922—1996) — подполковник,
- Романенко, Иван Иванович (1918—1978) — генерал-майор,
- Руденко, Александр Елисеевич (1919—1999) — майор,
- Скляров, Иван Андреевич (1920—1992) — лейтенант,
- Снесарёв, Владимир Семёнович — полковник,
- Соколов, Михаил Егорович (1923—1993) — майор,
- Сорокин, Михаил Иванович — лейтенант,
- Тагильцев, Владимир Михайлович (1922—1982) — подполковник,
- Тихонов, Борис Николаевич (1922—1972) — Старший лейтенант,
- Ткачёв, Вячеслав Матвеевич (1885—1965) — генерал-майор авиации,
- Хальзев, Александр Иванович (1921—1968) — подполковник,
- Черняк, Степан Иванович (1899—1976) — генерал-майор,
- Шевкунов, Анатолий Константинович (1921—1991) — лейтенант,
- Шкунов, Михаил Алексеевич (1910—1969) — гвардии полковник,
- Яцков, Игорь Владимирович — капитан ФСБ,

### Деятели культуры
- Куликовский, Михаил Алексеевич (1906—1996) — советский и российский актёр , режиссер. Народный артист СССР.
- Пономаренко, Григорий Фёдорович (1921—1996) — советский и российский композитор, баянист. Народный артист СССР.
- Федосеев, Григорий Анисимович (1899—1968) — советский писатель, инженер-геодезист.

### Спортсмены
- Изосимов, Александр Владимирович (1939—1997) — советский боксёр, чемпион Европы, пятикратный чемпион СССР
- Мачуга, Василий Николаевич (1951—1996) — советский спортсмен, неоднократный чемпион мира, Европы, СССР и РСФСР по спортивной акробатике.
- Саркисян, Юрий Погосович (1922—2004) — советский тренер по тяжелой атлетике.
- Цешковский, Виталий Валерьевич (1944—2011) — советский и российский шахматист, гроссмейстер, двукратный чемпион СССР.

### Учёные
- Авдеев, Геннадий Васильевич (1929—2007) — сельскохозяйственный деятель,
- Лукьяненко, Павел Пантелеймонович (1901—1973) — селекционер, растениевод, академик АН СССР, академик ВАСХНИЛ,
- Переверзев, Иван Николаевич (1928—2004) — сельскохозяйственный деятель,
- Пустовойт, Василий Степанович (1884—1972) — селекционер, академик АН СССР,
- Трубилин, Иван Тимофеевич (1931—2014) — советский и российский организатор сельского хозяйства,
- Хаджинов, Михаил Иванович (1899—1980) — селекционер, академик ВАСХНИЛ,
- Шляховецкий, Валентин Михайлович (1935—2002) — советский и российский учёный в области холодильной техники, доктор технических наук.

Могила В. С. Пустовойта
Могила М. И. Хаджинова

## Транспорт
До Славянского кладбища можно доехать на трамваях № 3 и № 7, троллейбусах № 4, № 21, маршрутных такси № 34, № 54, № 75, автобусах № 4, № 122а, № 140а. В последние годы на Радоницу к кладбищу пускают дополнительные маршруты автобусов.